# ميلاني لينسكي
ميلاني لينسكي (بالإنجليزية: Melanie Lynskey)‏ مواليد 16 مايو 1977 في نيوزيلندا، هي ممثلة نيوزلندية بدأت مسيرتها الفنية عام 1994.

## روابط خارجية
- ميلاني لينسكي على موقع IMDb (الإنجليزية)
- ميلاني لينسكي على موقع روتن توميتوز (الإنجليزية)
- ميلاني لينسكي على موقع ألو سيني (الفرنسية)
- ميلاني لينسكي على موقع أول موفي (الإنجليزية)
- ميلاني لينسكي على موقع قاعدة بيانات الأفلام السويدية (السويدية)
- ميلاني لينسكي على موقع إن إن دي بي (الإنجليزية)
- ميلاني لينسكي على موقع أول ميوزيك (الإنجليزية)
- ميلاني لينسكي على موقع ديسكوغز (الإنجليزية)
- ميلاني لينسكي على موقع قاعدة بيانات الفيلم (الإنجليزية)
- ميلاني لينسكي على موقع كينوبويسك (الروسية)